# أسنيدة
أسِنيدة أو أسينيده (تنطق بالهولندية: [ˈɑsəneːdə]) هي بلدية تقع في بلجيكا مقاطعة فلاندر الشرقية.

## معرض صور

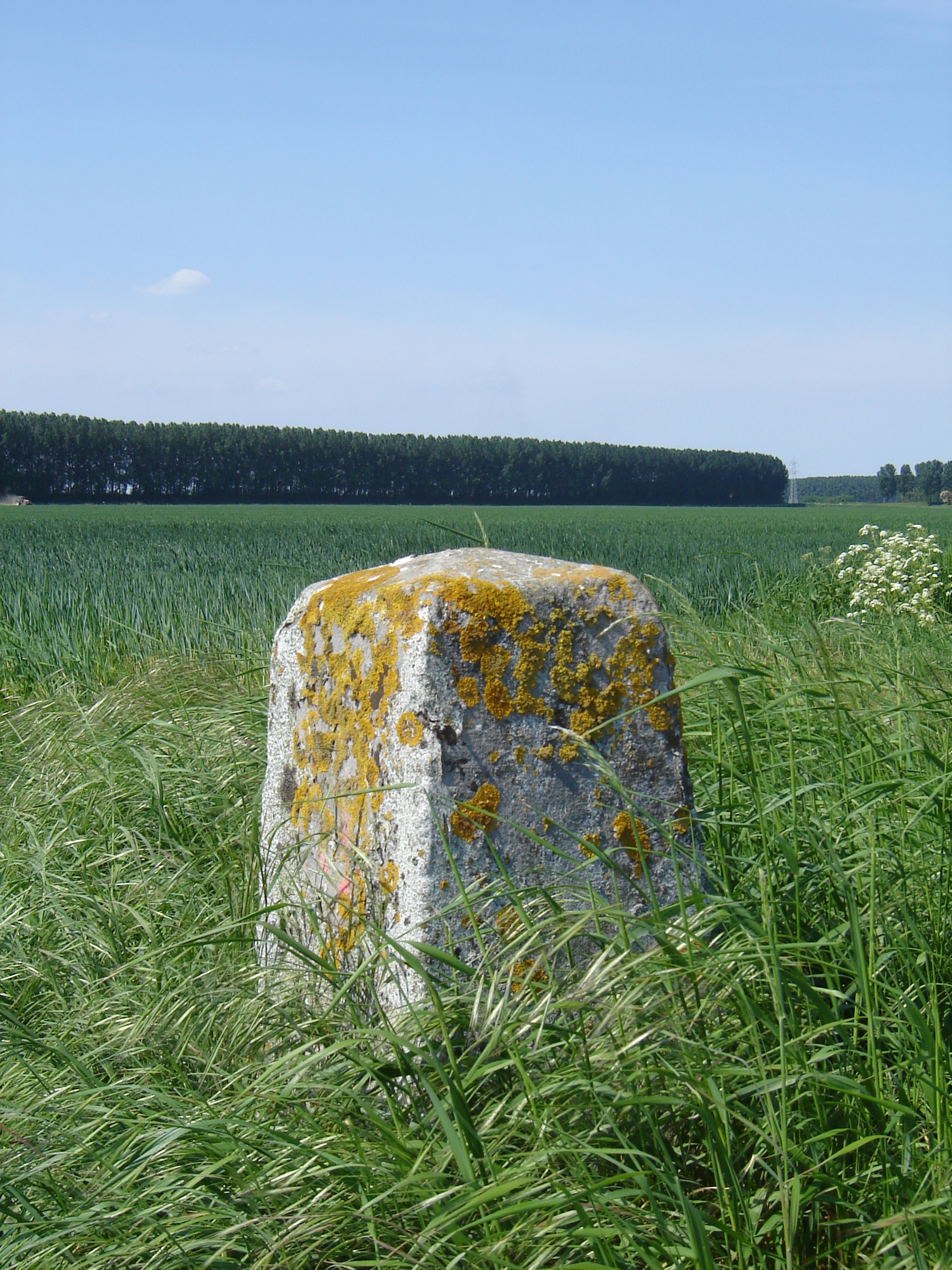
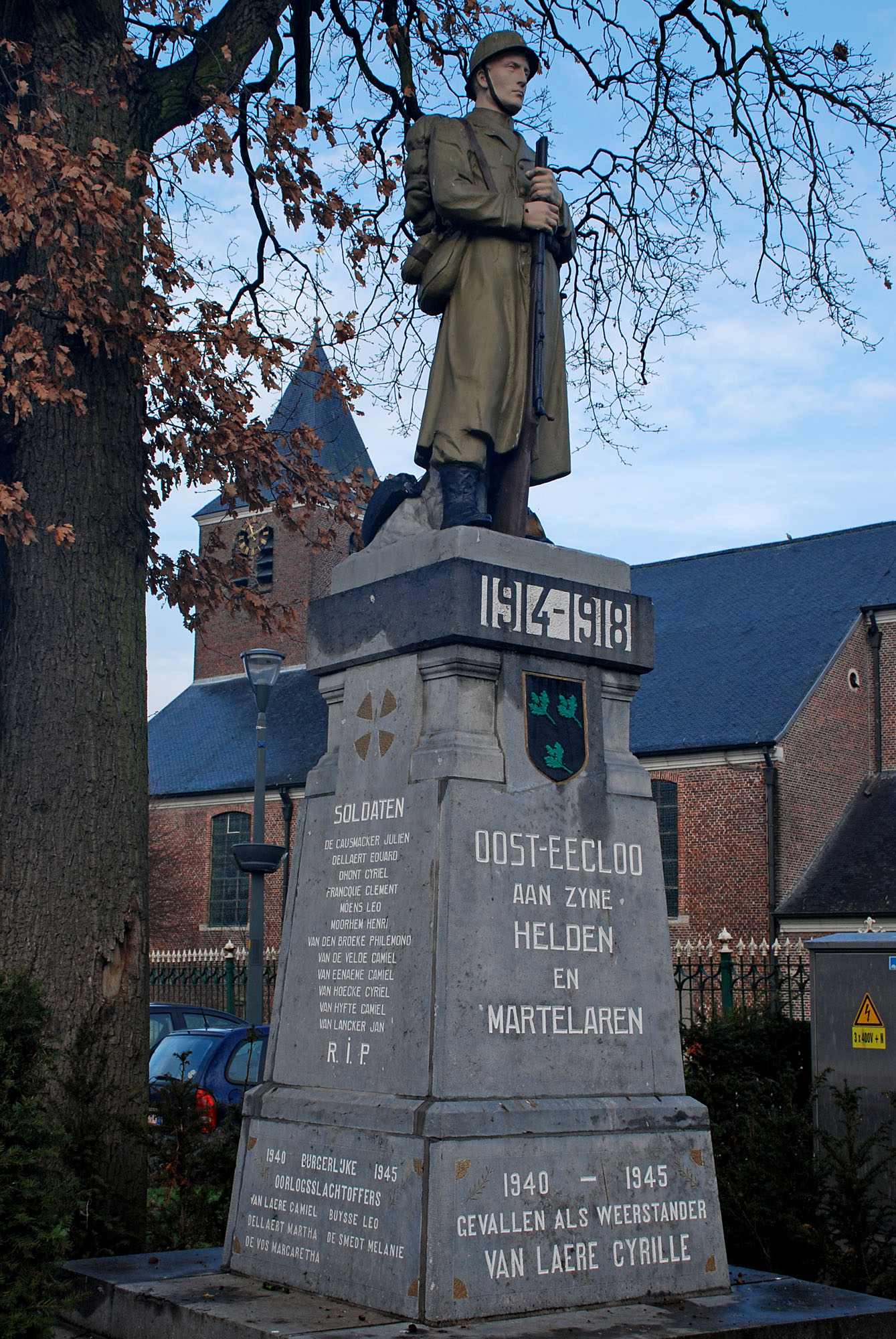
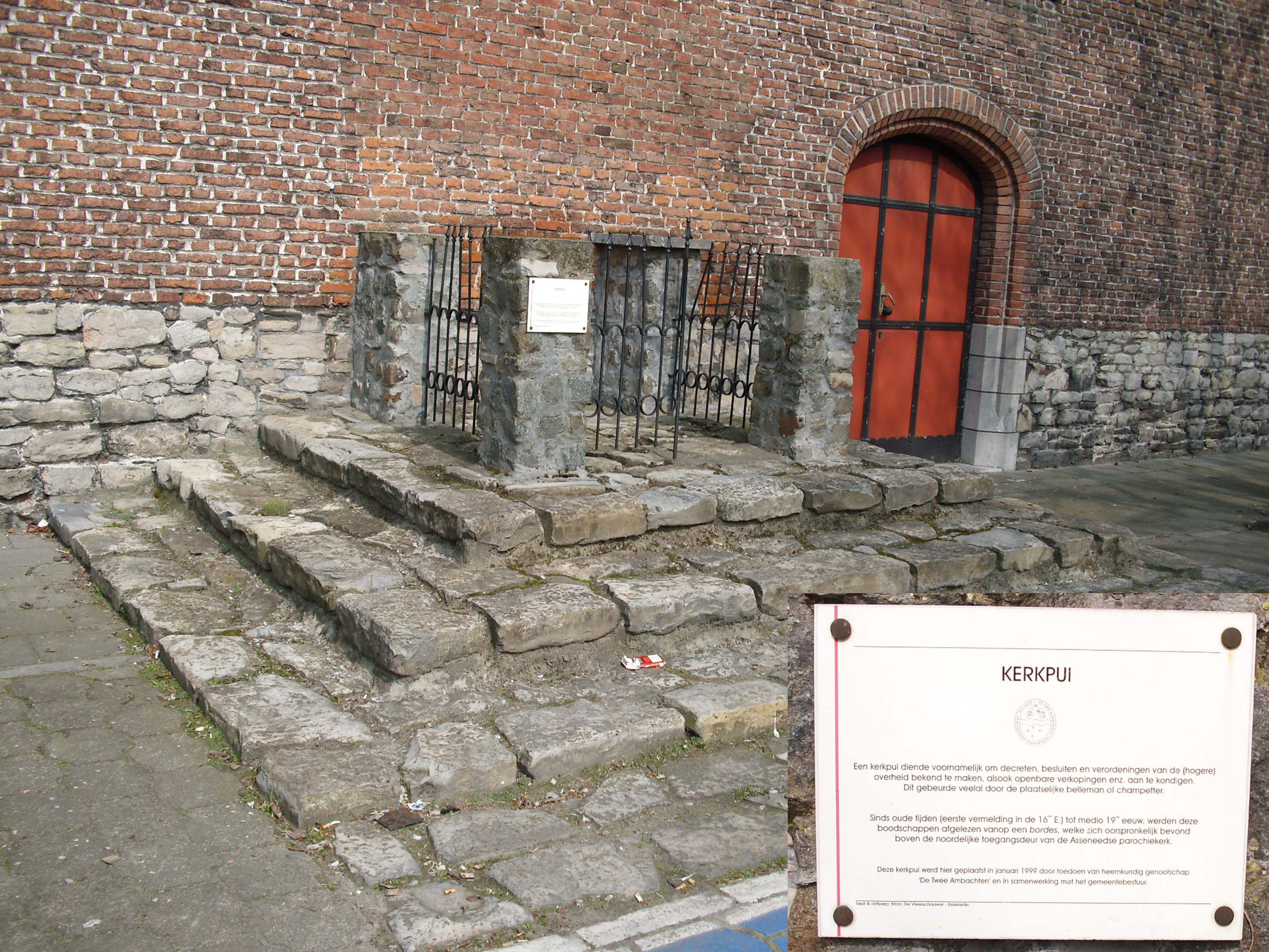
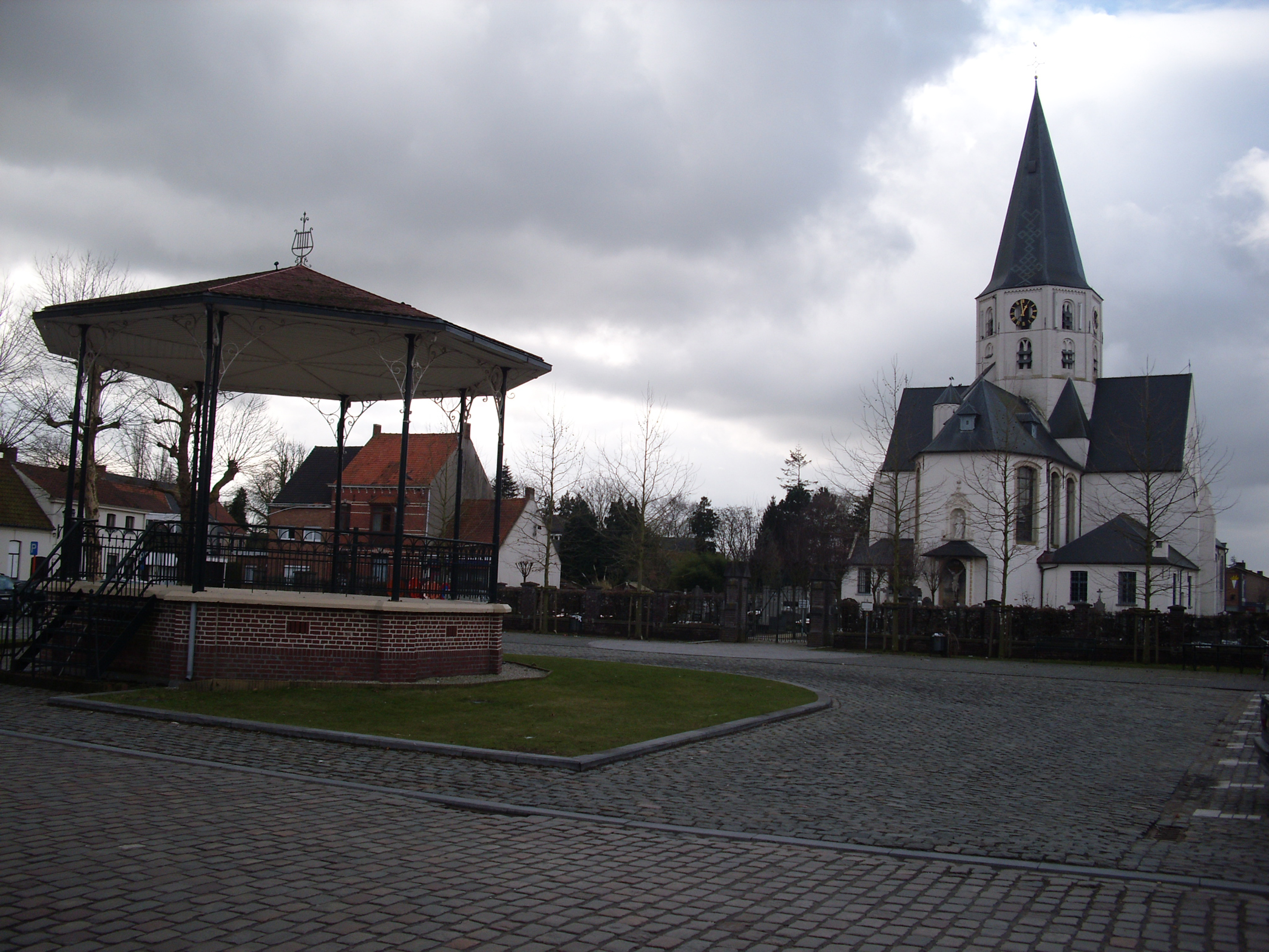